# 吳松街

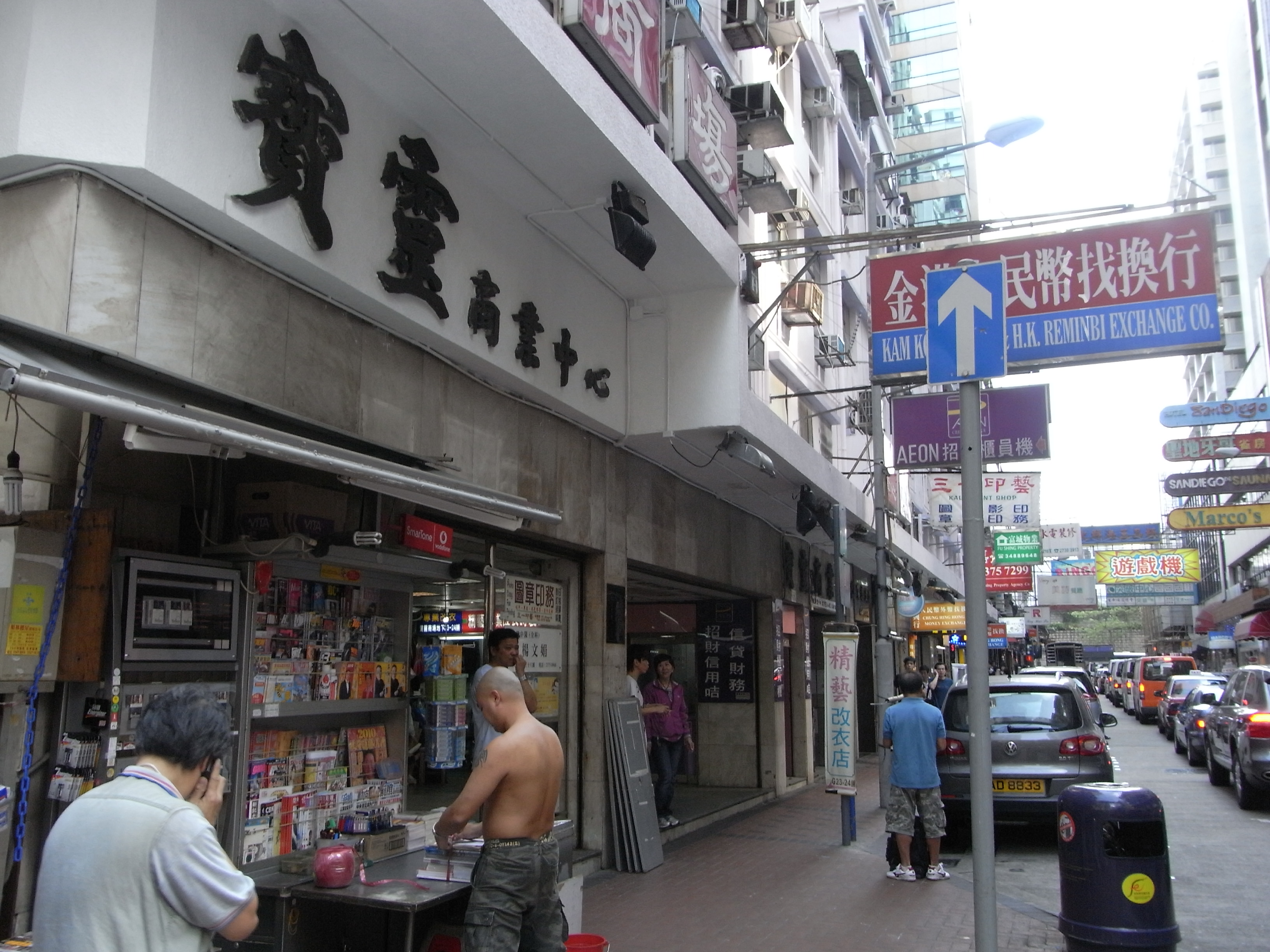
吳松街寶靈商業中心

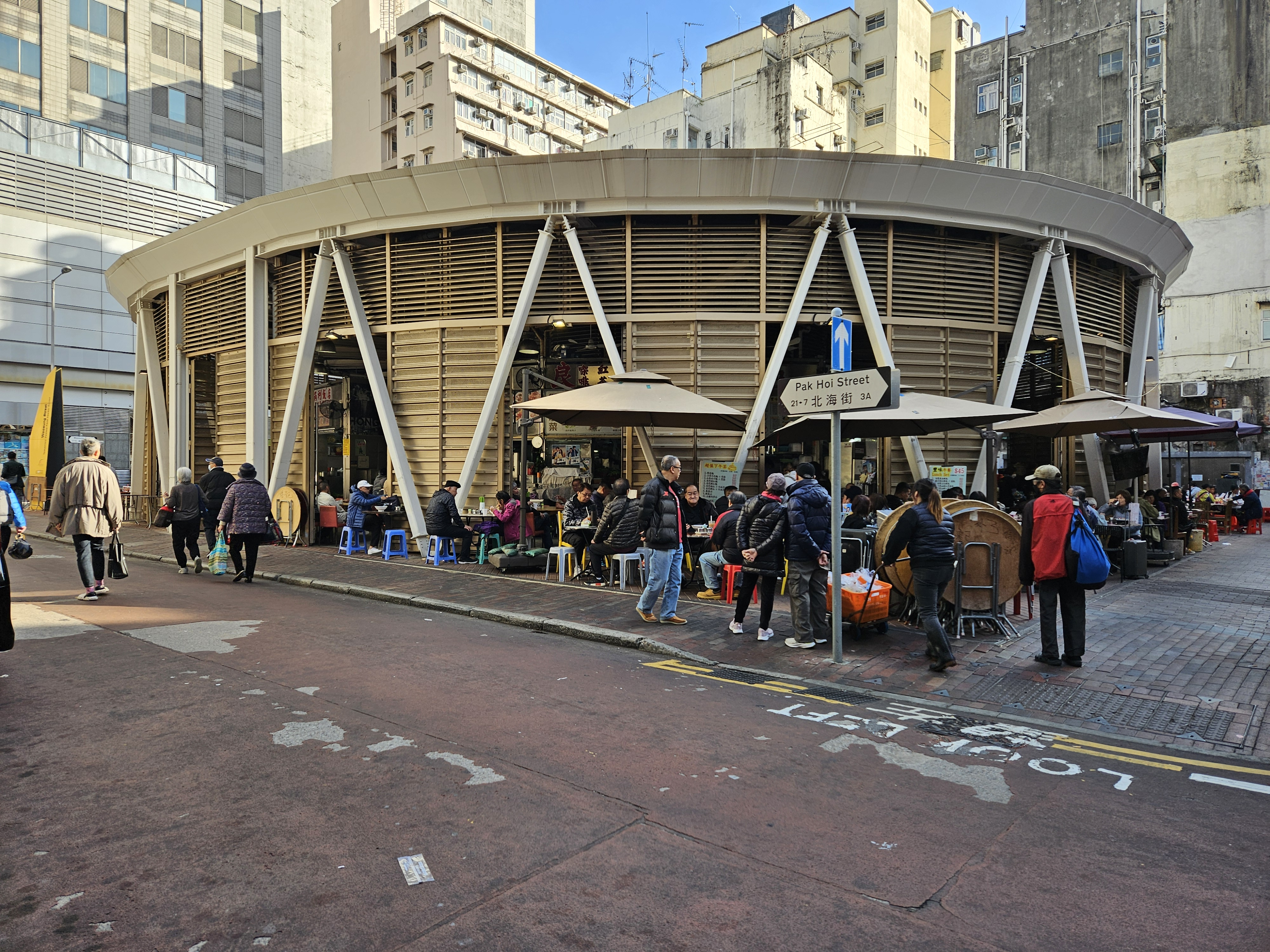
吳松街臨時熟食小販市場

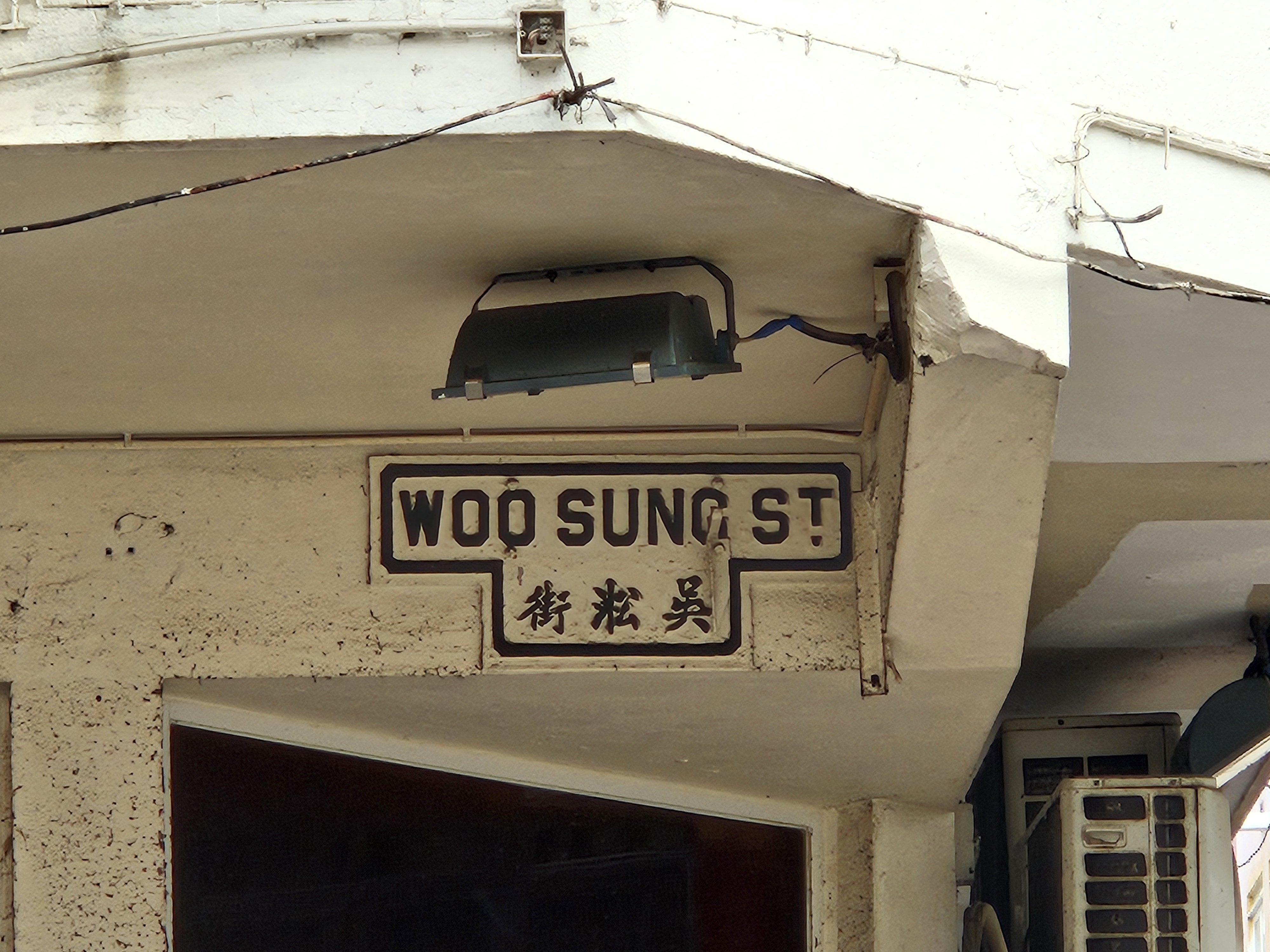
吳淞街凹角T型街牌

吳松街（英語：Woosung Street）是香港九龍佐敦的一條街道，南起柯士甸道，北至甘肅街，與兩旁的白加士街與廟街南段大致平行。 

## 歷史
於1909年3月命名為吳淞街，以與香港有經貿往來的上海市寶山區吳淞鎮命名。

## 鄰近
- 北海街
- 西貢街
- 寧波街
- 南京街
- 佐敦道
- 寶靈街
- 突破中心，位於吳松街191號
- 聖地牙哥酒店 (香港)，（San Diego Hotel）位於吳松街189號
- 九龍公園
- 廟街